# Sprattagölen
Sprattagölen är en sjö i Nässjö kommun i Småland och ingår i Emåns huvudavrinningsområde.